# Coppa della Polinesia 1994
La Coppa della Polinesia 1994 (1994 Polynesia Cup) fu la prima edizione della Coppa della Polinesia, competizione calcistica per nazione organizzata dalla OFC. La competizione si svolse alle Samoa dal 24 novembre al 28 novembre 1994 e vide la partecipazione di quattro squadre: Samoa, Samoa Americane, Tahiti e Tonga. Il torneo valse anche come qualificazione per la Coppa delle nazioni oceaniane 1996.

## Formula
- Qualificazioni

Nessuna fase di qualificazione. Le squadre sono qualificate direttamente alla fase finale.
- Fase finale

Girone unico - 4 squadre: giocano partite di sola andata. La prima classificata si laurea campione della Polinesia e si qualifica alla fase finale della Coppa delle nazioni oceaniane 1996.

## Squadre partecipanti
| Pr. | Squadra         | Data di qualificazione certa | Partecipante in quanto                                         | Partecipazioni precedenti al torneo | Ultima presenza |
| --- | --------------- | ---------------------------- | -------------------------------------------------------------- | ----------------------------------- | --------------- |
| 1   | Samoa           | -                            | Rappresentativa della nazione organizzatrice della fase finale | -                                   | Esordiente      |
| 2   | Samoa Americane | -                            | Qualificata di diritto                                         | -                                   | Esordiente      |
| 3   | Tahiti          | -                            | Qualificata di diritto                                         | -                                   | Esordiente      |
| 4   | Tonga           | -                            | Qualificata di diritto                                         | -                                   | Esordiente      |

Nella sezione "partecipazioni precedenti al torneo", le date in grassetto indicano che la nazione ha vinto quella edizione del torneo, mentre le date in corsivo indicano la nazione ospitante.

## Fase finale

### Girone unico

#### Classifica
| Pos | Squadra         | P.ti | G | V | N | P | GF | GS | DR |
| --- | --------------- | ---- | - | - | - | - | -- | -- | -- |
| 1   | Tahiti          | 9    | 3 | 3 | 0 | 0 | 10 | 1  | +9 |
| 2   | Tonga           | 4    | 3 | 1 | 1 | 1 | 4  | 4  | 0  |
| 3   | Samoa           | 4    | 3 | 1 | 1 | 1 | 5  | 10 | -5 |
| 4   | Samoa Americane | 0    | 3 | 0 | 0 | 3 | 3  | 7  | -4 |

Tahiti qualificata alla Coppa delle nazioni oceaniane 1996.

#### Risultati
| 24 novembre 1994 | Tahiti | 1 – 0 | Tonga |  |

| 24 novembre 1994 | Samoa | 3 – 1 | Samoa Americane |  |

| 25 novembre 1994 | Tahiti | 2 – 1 | Samoa Americane |  |

| 25 novembre 1994 | Samoa | 2 – 2 | Tonga |  |

| 28 novembre 1994 | Tonga | 2 – 1 | Samoa Americane |  |

| 28 novembre 1994 | Samoa | 0 – 7 | Tahiti |  |